# آواتار (فیلم ۲۰۰۴)
آواتار (انگلیسی: Avatar) یک فیلم اکشن و علمی تخیلی به زبان انگلیسی محصول سال ۲۰۰۴ سینمای سنگاپور به کارگردانی کو جیان هونگ و نویسندگی کریستوفر هاتون با بازی جنویو اورایلی، جوآن چن، دیوید وارنر و ویلیام ساندرسون است.
این فیلم برای اولین بار در تلویزیون روسیه در ۱۵ سپتامبر ۲۰۰۴ پخش شد و سپس در ۷ مارس ۲۰۰۵ در سنگاپور اکران سینمایی شد. نسخه دی‌وی‌دی فیلم در ۷ ژوئن ۲۰۰۵ تحت عنوان شکارچی ماتریکس منتشر شد.

## داستان
در سال ۲۰۱۹، تقریباً همه با یک ریزتراشه کاشته شده شناسایی می‌شوند و به سایبرنت متصل می‌شوند. مجرمان از تراشه‌های جعلی استفاده می‌کنند که به نام سیم‌کارت (ایمپلنت‌های هویت شبیه‌سازی شده) شناخته می‌شوند. دش مک‌کنزی (با بازی اورایلی) یک شکارچی جایزه‌بگیر، به دنبال مردی است که یک سیم‌کارت خریده‌است و بازی‌ای را کشف می‌کند که روسای شرکت‌ها برای دستکاری جامعه انجام می‌دهند.

## تولید
آواتار اولین فیلم انگلیسی زبان بود که در سنگاپور تولید شد. فیلمبرداری در سنگاپور از آوریل تا می ۲۰۰۱ با عنوان کاری آواتار تبعید انجام شد.

## بازخوردها
این فیلم به طور کلی نقدهای منفی دریافت کرد. اونگ سور فرن از استریتس تایمز به فیلم نقد منفی داد.